# Westberlin Maskulin
Westberlin Maskulin (oft abgekürzt als WBM) war eine Berliner Rap-Formation, die von 1997 bis 2000 aus Kool Savas und Taktloss bestand. Mit Hoes, Flows, Moneytoes legten sie den Grundstein für die heute in Berlin präsente Battle-Rap-Kultur und damit für Gangsta-Rap in Deutschland.

## Geschichte
Anfang der 1990er Jahre reiste Kool Savas, begeistert vom damaligen Westcoast-Hip-Hop, mit Fumanschu nach Los Angeles, wo er lokale Rapgrößen und deren aggressiven Battlerap kennenlernte. Beeindruckt von den wortgewandten Punchlines der Amerikaner, wechselte bald auch Savas auf seine Muttersprache Deutsch, da dieser Erfahrung nach Wortspiele und Wortwitz nur in der Muttersprache zu perfektionieren seien. 1997 wurden M.O.R. und Westberlin Maskulin unter anderem durch Savas gegründet und Hoes, Flows, Moneytoes in einer Auflage von 50 Stück als Musikkassette für Freunde intern im Royal Bunker veröffentlicht. Kurz darauf wurde das Album remastered und es folgte die offizielle Auflage als Vinyl und CD, in welcher die grenzwertigsten Zeilen zensiert wurden.
In dieser Zeit begann sich Savas’ importierter und übersetzter Battlerap im Royal Bunker zu etablieren, woraufhin ein Großteil der Rapper dort auf diesen Stil wechselten, darunter auch spätere Größen wie Sido, B-Tight, Frauenarzt und King Orgasmus One. Auch für andere Künstler, welche ihre Hauptzeit nicht zwangsweise direkt im Royal Bunker verbrachten oder später hinzu kamen, wurde die Richtung prägend, darunter Bushido, Prinz Pi, Fler, Bass Sultan Hengzt, Eko Fresh oder Kay One.
2000 veröffentlichte Westberlin Maskulin ihr zweites Album Battlekings als Vinyl und CD. Kurz nach der Veröffentlichung gab das Rapduo ihre Trennung bekannt. Da alle Seiten über WBM gelöscht sind, gibt es wenig Informationen über die Gründe des Splits, was bereits 2000 in hochfrequentierten Threads im Internetforum von mzee.com viele Spekulationen aufkommen ließ. Klartext sprachen die Künstler nie über ihre Trennung, im Umfeld wurde immer wieder Taktloss’ Ablehnung gegen den steigenden Erfolg bzw. dem Mainstream genannt. Kool Savas und Taktloss arbeiteten jeweils als Solokünstler weiter.

## Stil
Die Texte waren reich an makaberen Metaphern, derbem Humor, Provokation, Überheblichkeit und Tabubruch. Sie enthielten viele Elemente aus amerikanischen Gangsta-Rap und Battle-Rap. Die Textinhalte waren arrogant, makaber, nationalsozialistisch oder menschenverachtend („Der Fernseher ist an, ich freu mich über Tote im KZ/ die Vergewaltigung im anderen Film ist auch ganz nett, haha“, Taktloss auf Hoes, Flows, Moneytoes). Dies wird allerdings auf mehreren Ebenen relativiert. Zum einen sind die Tabubrüche teilweise absichtlich stumpf („Ich bin ein Nazi/ Hitler ist mein Vater“, Savas auf Bass) oder wahnwitzig („Du bist Jude, ich bin Rassist, Nigga“, Taktloss auf Killateam) gehalten, zum anderen waren die Rapper, auch um M.O.R., alle aus verschiedenen Regionen, Kulturen und Hintergründen.
Der Rap ist reich an Metaphern und Punchlines, simpel und rhythmisch, an anderen Stellen wiederum verzerrt, dissonant und roh. Auffallend ist Savas’ eingängiger Flow, dessen Silben meist passgenau auf dem Takt liegen, während Taktloss als Stilmittel oft den Bruch gängiger Reimschemata, Taktarten und Flows benutzt.

## Diskografie
Alben
- 1997: Hoes, Flows, Moneytoes (CC limitiert auf 50 Stück, zensierte LP)[6]
- 2000: Battlekings (CD, LP)[4]

Sonstige Veröffentlichungen
- 1998: Berlin No.1 (CC)[7]
  - B1: Baby Zieh Dich Aus

## Rezeption
Prinz Porno würdigte den Einfluss von Westberlin Maskulin in seinem Song Mein Leben von dem Album Guess whos back on the Streets:
[…] MK gab mir WBM, ich war eine Woche baff

Ich sag das, ohne Savas und Taktloss

wäre kein einziger Rapper jetzt aus dieser Stadt groß

Ohne Maskulin gäb es kein Hype um Berlin

WBM war für meine Generation wie reines Kokain […]
Die Rapper Fler und Godsilla benannten ihre Kollaborationsalben Südberlin Maskulin und Südberlin Maskulin II in Anlehnung an das einflussreiche Rap-Duo. Ebenso eine Anlehnung ist der Name des Rapduos Zugezogen Maskulin.